# Megastethodon ochromelas
Megastethodon ochromelas är en insektsart som beskrevs av Jacobi 1921. Megastethodon ochromelas ingår i släktet Megastethodon och familjen spottstritar. Inga underarter finns listade i Catalogue of Life.